# Kurumakalapalli, Srinivaspur
Kurumakalapalli là một làng thuộc tehsil Srinivaspur, huyện Kolar, bang Karnataka, Ấn Độ.